# 阿姆斯特丹 (喬治亞州)
阿姆斯特丹（英語：Amsterdam）是位於美國喬治亞州第開特縣的一個非建制地區。該地的面積和人口皆未知。

## 地理
阿姆斯特丹的座標為30°43′39″N 84°26′09″W / 30.72750°N 84.43583°W，而該地的平均海拔高度為74米（即243英尺）。